# Roben Nsue
Roben Nsue (Ebeiñ-Yenkeng, 11 de março de 1985) é um futebolista profissional guineense que atua como atacante.

## Carreira
Rubén Darío representou o elenco da Seleção Guinéu-Equatoriana de Futebol no Campeonato Africano das Nações de 2015.